# Naissance en 1969
Naissance
- 1965
- 1966
- 1967
- 1968
- 1969
- 1970
- 1971
- 1972
- 1973

Les naissances en 1969 concernent les personnalités nées entre le 1er janvier et le 31 décembre 1969.

## Janvier
- 1er janvier : 
  - Morris Chestnut, acteur américain.
  - Mr. Lawrence, scénariste, acteur et artiste de storyboard américain.
  - Tommy Morrison, boxeur américain († 1er septembre 2013).
  - Verne Troyer, acteur américain († 21 avril 2018).
- 3 janvier : Michael Schumacher, coureur automobile allemand.
- 4 janvier : Yoo Hae-jin, acteur sud-coréen.
- 5 janvier : 
  - Guy Torry, acteur et producteur américain.
  - Marilyn Manson, chanteur américain.
- 6 janvier :
  - Aron Eisenberg, acteur américain († 21 septembre 2019).
  - Norman Reedus, acteur et mannequin américain.
- 11 janvier : 
  - Difool, animateur radio français.
  - Kyōko Hikami, seiyū japonaise.
- 12 janvier : Suzanne Raes, réalisatrice, productrice et scénariste néerlandaise.
- 13 janvier : 
  - Stefania Belmondo, skieuse de fond italienne.
  - Tenma Shibuya, acteur et producteur de film japonais.
- 14 janvier : 
  - Jason Bateman, acteur américain.
  - Dave Grohl, multi-instrumentiste américain, chanteur et compositeur.
- 15 janvier :
  - Abdi Jeylani Malaq Marshale, humoriste somalien.
  - Anatoli Ivanichine, cosmonaute russe.
  - Kellita Smith, actrice et mannequin américaine.
- 17 janvier : Tiësto, DJ néerlandais.
- 18 janvier : 
  - Batista (David Michael Batista, Jr), catcheur et acteur américain.
  - Jesse L. Martin, acteur américain.
- 20 janvier : Dean Phillips, homme politique américain.
- 22 janvier : Olivia d'Abo, actrice et chanteuse britannico-américaine.
- 24 janvier : Stephanie Romanov, actrice américaine.

## Février
- 1er février :
  - Catia Fonseca, animatrice de télévision brésilienne.
  - Joshua Redman, saxophoniste de jazz américain.
  - Rachid M'Barki, journaliste et animateur de télévision franco-marocain.
- 3 février : Beau Biden, homme politique américain († 30 mai 2015).
- 5 février : 
  - Michael Sheen, acteur britannique
  - Bobby Brown, chanteur, compositeur, producteur et acteur américain
- 4 février : Guusje Nederhorst, actrice néerlandaise († 29 janvier 2004).
- 6 février : David Hayter, acteur, scénariste et producteur américain.
- 8 février : 
  - Adrien Duvillard, skieur alpin français.
  - Shahnaz Munni, journaliste et écrivain bangladaise.
- 10 février : Thomas Van Hamme, animateur belge de radio et de télévision.
- 11 février : 
  - Jennifer Aniston, comédienne américaine.
  - Takeshi Obata, dessinateur japonais.
- 12 février : 
  - Darren Aronofsky, réalisateur américain.
  - Béatrice Fresko-Rolfo, femme politique monégasque.
- 14 février :
  - Stefano Di Battista, saxophoniste de jazz italien.
  - Rosto, réalisateur, écrivain et musicien néerlandais († 8 mars 2019).
  - Ottaviano Tenerani, pianofortiste, claveciniste, chef d’orchestre, chercheur italien.
- 17 février :
  - David Douillet, judoka français.
  - Vassili Koudinov, joueur de handball soviétique puis russe († 11 février 2017).
- 23 février : Silvia Parada, militante trans chilienne.
- 25 février : Eric Judor, acteur, réalisateur et humoriste français.
- 26 février : Yaku Pérez, militant des droits des autochtones et homme politique équatorien.
- 27 février : 
  - Shaista Gohir, militante britannique des droits des femmes.
  - José Antonio Meade Kuribreña, homme politique mexicain.
- 28 février :
  - Robert Sean Leonard, comédien américain.
  - U. Srinivas, mandoliniste et compositeur indien († 19 septembre 2014).
  - Patrick Monahan, auteur-compositeur et interprète américain

## Mars
- 1 mars : Javier Bardem, acteur espagnol
- 5 mars : MC Solaar, chanteur de rap français.
- 6 mars : Andrea Elson, actrice américaine.
- 9 mars : Stéphane Blet, pianiste, compositeur et polémiste français († 7 janvier 2022).
- 10 mars : Paget Brewster, actrice et chanteuse américaine.
- 12 mars : Graham Coxon, guitariste anglais du groupe Blur.
- 15 mars : Kim Raver, actrice et productrice américaine.
- 17 mars : Bertrand Teyou, écrivain pour les droits de l'homme et le développement économique et social camerounais († 22 janvier 2020).
- 19 mars : Gary Jules,  auteur-compositeur-interprète américain.
- 20 mars : Fabien Galthié, joueur et entraîneur français de rugby à XV.
- 27 mars : 
  - Kevin Corrigan, acteur américain.
  - Pauley Perrette, actrice et chanteuse américaine.
  - Mariah Carey, auteure-compositrice-interprète, actrice et femme d'affaires américaine
- 28 mars : Brett Ratner, réalisateur américain.
- 29 mars : Nicolas Florian,  homme politique français († 26 janvier 2025).

## Avril
- 3 avril : Clotilde Courau, actrice française.
- 6 avril : 
  - Paul Rudd, acteur américain
  - Albert Ouédraogo, homme politique burkinabé.
- 13 avril : Laurent Laffargue, metteur en scène de théâtre et d'opéra, réalisateur et comédien français.
- 15 avril : 
  - May Skaf, actrice syrienne († 23 juillet 2018).
  - Éric Duhaime, politicien canadien.
- 16 avril : 
  - Olivia Del Rio, actrice brésilienne.
  - Fabien Roussel, homme politique français.
- 19 avril : Jesse G. James, un chaudronnier, carrossier de formation
- 20 avril : 
  - Lotte van Dam, actrice néerlandaise.
  - Felix Baumgartner, parachutiste et sauteur extrême autrichien († 17 juillet 2025).
- 22 avril : Ina Rudolph, actrice allemande.
- 23 avril : Yelena Shushunova,  gymnaste soviétique puis russe († 16 août 2018).
- 24 avril : Rory McCann, acteur britannique.
- 25 avril : Renée Zellweger, actrice et productrice américaine.
- 27 avril : Cory Booker, homme politique américain ayant prononcé le plus long discours au sénat.
- 28 avril : Pier Silvio Berlusconi, homme d'affaires italien.

## Mai
- 1er mai : 
  - Wes Anderson, réalisateur, scénariste et producteur américain.
  - Bryan Marchment, joueur professionnel canadien de hockey sur glace († 6 juillet 2022).
- 6 mai : Manu Larcenet, auteur de bandes dessinées français.
- 8 mai : Akebono Tarō, lutteur de sumo, kick-boxeur, pratiquant d'arts martiaux mixtes et catcheur américano-japonais († 11 avril 2024).
- 9 mai : 
  - Jean-Marie Soubira, joueur et entraîneur de rugby à XV français († 7 mai 2015).
  - Hugo Maradona, footballeur argentin, frère de Diego Maradona († 28 décembre 2021).
- 10 mai : 
  - Judson Mills, acteur américain.
  - Bob Sinclar, disc jockey français.
- 13 mai : 
  - Nikos Aliagas, journaliste, animateur de télévision, animateur de radio, acteur, photographe, écrivain et chanteur franco-grec.
  - Brian Patrick Carroll dit Buckethead, guitariste et compositeur américain.
- 14 mai : 
  - Cate Blanchett, actrice et metteuse en scène australienne.
  - Sabine Schmitz, pilote automobile allemande († 17 mars 2021).
- 16 mai : 
  - David Boreanaz, acteur américain.
  - Tucker Carlson, éditorialiste et animateur de télévision conservateur américain.
- 17 mai : Robinson Savary, réalisateur, scénariste et photographe français.
- 19 mai : Michel Eltchaninoff, philosophe et essayiste français.
- 25 mai :
  - Anne Heche, actrice américaine († 12 août 2022).
  - Dmitri Kondratiev, cosmonaute russe.
- 28 mai :
  - Rob Ford, homme politique canadien, maire de Toronto († 22 mars 2016).
  - Nazmiye Oral, actrice néerlandaise.
  - Justin Kirk, acteur américain.

## Juin
- 6 juin : Vincent Sattler, footballeur français († 22 décembre 1988).
- 7 juin : Lidia Patty, femme politique bolivienne.
- 9 juin : 
  - Martin Baltisser homme politique suisse.
  - David Cage créateur de jeux vidéo français.
- 10 juin : Jean-Pierre Lola Kisanga, homme politique congolais († 1er décembre 2020).
- 11 juin : Peter Dinklage, acteur américain.
- 12 juin : Anne Lesage, directrice technique du Centre européen de résonance magnétique nucléaire à très haut champs.
- 14 juin : 
  - Guiga Lyes Ben Laroussi, fugitif tunisien recherché par Singapour et Interpol.
  - Steffi Graf, joueuse de tennis allemande.
  - Jackson Richardson, handballeur français.
- 15 juin : 
  - Ice Cube, rappeur et acteur américain.
  - Cédric Pioline, joueur de tennis français.
- 16 juin : Bénabar, chanteur français.
- 21 juin : Alain Bonnafous, footballeur français.
- 22 juin : Yariv Levin, politicien israélien et vice premier-ministre d'Israël depuis 2022.
- 24 juin : Nicodemo Gentile, avocat d'enquête et personnage de télévision italien.
- 25 juin :
  - Cyril Aubin, acteur français.
  - Paul Koech, athlète kényan spécialiste des courses de fond († 3 septembre 2018).
  - Teodoro Nguema Obiang Mangue, homme politique équatoguinéen.
- 28 juin : Ayelet Zurer, actrice israélienne.
- 29 juin : Phil Masinga, footballeur sud-africain († 13 janvier 2019).
- 29 juin : Sellig, humoriste français.

## Juillet
- 1er juillet :
  - Gary Brown, joueur professionnel américain de football américain († 10 avril 2022).
  - Mabel Mosquera, haltérophile colombienne.
- 2 juillet :Jenni Rivera, actrice américaine
- 3 juillet : Gedeon Burkhard, acteur allemand.
- 5 juillet : 
  - Marc-Olivier Fogiel, animateur télé, français.
  - RZA, rappeur américain membre du Wu-Tang Clan.
- 6 juillet : Christopher Scarver, détenu afro-américain.
- 11 juillet : Corentin Martins, footballeur et entraîneur français.
- 13 juillet : 
  - Oles Bouzina, journaliste et écrivain ukrainien († 16 avril 2015).
  - Christine Kelly, journaliste de télévision et écrivain française.
  - Mehran Mehrnia, musicien et compositeur iranien.
  - Ken Jeong, acteur et humoriste américain
- 14 juillet :
  - Carlo de Gavardo, pilote de rallye-raid chilien († 4 juillet 2015).
  - Billy Herrington, acteur pornographiques gay américain († 2 mars 2018).
  - Kazushi Sakuraba, pratiquant de combat libre évoluant sur le circuit du Pride Fighting Championship.
  - Isabel Torres, actrice, animatrice de télévision et animatrice de radio espagnole († 11 février 2022).
- 15 juillet : Stéphanie Lagarde, actrice française.
- 17 juillet :
  - Jodie Fisher, actrice américaine.
  - Kenji Watanabe, nageur japonais († 18 septembre 2017).
  - Jason Clarke, acteur australien
- 20 juillet :
  - Josh Holloway, mannequin et acteur américain.
  - Kalikho Pul, homme politique indien de l'Arunachal Pradesh († 9 août 2016).
- 22 juillet :
  - Tatiana Chevtsova, femme politique, militaire et économiste russe.
  - Teresa Machado, athlète portugaise spécialiste du lancer du poids et du lancer du disque († 28 février 2020).
  - Nathalie Yamb, militante politique suisso-camerounaise.
- 23 juillet : 
  - Stéphane Diagana, athlète français.
  - Raphael Warnock, pasteur, écrivain et homme politique américain.
- 24 juillet : 
  - Charlotte Frycklund, pasteure suédoise.
  - Jennifer Lopez, actrice et chanteuse américaine.
- 25 juillet : Annarita Sidoti, athlète italienne spécialiste de la marche († 21 mai 2015).
- 26 juillet : Vadim Brovtsev, homme politique russe et sud-ossète († 14 novembre 2024).
- 27 juillet : 
  - Patrice Autsai Adriko, homme politique de la république démocratique du Congo.
  - Triple H (Paul Michael Levesque), catcheur américain.
- 28 juillet : Alexis Arquette, actrice américaine († 11 septembre 2016).
- 29 juillet : 
  - Marci Ien, journaliste et femme politique canadienne, ministre.
  - Timothy Omundson, acteur américain.
- 30 juillet : 
  - Simon Baker, acteur australien.
  - Yasuhiko Tsuchida, artisan verrier japonais.
- 31 juillet :
  - Anouch Begloian, femme politique arménienne.
  - Loren Dean, acteur américain.

## Août
- 1er août : Alain Damasio, écrivain français de science-fiction.
- 4 août : Sébastien Demorand, journaliste, critique gastronomique, présentateur et chroniqueur de radio français († 21 janvier 2020).
- 6 août : Medina Schuurman, actrice et directrice de casting néerlandaise.
- 7 août : Sophie Le Touzé, metteuse en scène de théâtre française
- 9 août : Divine Brown, prostituée américaine.
- 12 août : Aliou Sall, homme politique sénégalais.
- 14 août : Tracy Caldwell, astronaute américaine.
- 16 août : Miguel Rodríguez, matador espagnol.
- 17 août : Donnie Wahlberg, acteur et chanteur américain
- 18 août :
  - Serge Baguet, coureur cycliste belge († 9 février 2017).
  - Edward Norton, acteur, réalisateur et producteur américain.
  - Christian Slater, acteur et producteur américain.
- 19 août : 
  - Nate Dogg, rappeur américain († 15 mars 2011).
  - Matthew Perry, acteur américano-canadien († 28 octobre 2023).
- 20 août : 
  - Billy Gardell, acteur et humoriste américain.
  - Pierre Cherruau, écrivain et journaliste français († 19 août 2018).
- 23 août : Sylvain Durif, vidéaste et théoricien du complot français.
- 24 août : Guillaume Cramoisan, acteur français.
- 27 août : Chandra Wilson, actrice, réalisatrice et productrice américaine.
- 28 août :
  - Anke Möhring, nageuse est-allemande.
  - Jack Black, acteur, chanteur, compositeur, producteur musical, humoriste et scénariste américain.
  - Kirk Fox, acteur américain.
- 29 août : Avril Haines, avocate américaine, Directrice du renseignement national des États-Unis d'Amérique depuis 2021.
- 30 août : 
  - Valérie Bénaïm, journaliste, animatrice de radio et de télévision, chroniqueuse et auteure française.
  - Laurent Delahousse, journaliste, présentateur de télévision et réalisateur de documentaires français.
  - Kari Lake, journaliste sportive américaine.
- 31 août : Evan Christopher, clarinettiste de jazz et compositeur américain dans le style Nouvelle-Orléans.

## Septembre
- 3 septembre : Hidehiko Yoshida, japonais, médaillé d'or en judo aux Jeux olympiques.
- 4 septembre : 
  - Va'aiga Lealuga Tuigamala, joueur de rugby à XV et à XIII néo-zélandais († 24 février 2022).
  - James Cleverly, homme politique britannique.
- 7 septembre : 
  - Diane Farr, actrice américaine.
  - Edmund Zitturi, biathlète italien.
  - Jimmy Urine, chanteur du groupe Mindless Self Indulgence.
- 8 septembre : Rachel Hunter, mannequin néo-zélandaise.
- 9 septembre : 
  - Anders Meibom ancien footballeur et scientifique interdisciplinaire danois dans le domaine de la bio-géochimie.
  - Sean Rooks, joueur de basket-ball américain († 7 juin 2016).
- 10 septembre : Johnathon Schaech, acteur, scénariste, producteur et réalisateur américain.
- 13 septembre : 
  - Ghislaine Pierie, actrice néerlandaise.
  - Shane Warne, joueur de cricket international australien. († 4 mars 2022).
  - Tyler Perry, acteur, producteur, scénariste, réalisateur, dramaturge et auteur-compositeur américain.
- 15 septembre : Géraldine Carré, animatrice de télévision, journaliste et animatrice de radio française († 3 mai 2024).
- 17 septembre : 
  - Keith Flint, danseur, chanteur et musicien britannique († 4 mars 2019).
  - Matthew Settle, acteur américain.
  - Sandrine Sarroche, humoriste et chroniqueuse française
- 19 septembre :
  - Cédric Dumond, comédien français spécialisé dans le doublage.
  - Jóhann Jóhannsson, musicien, compositeur et producteur islandais († 9 février 2018).
- 21 septembre : 
  - Anne Depétrini, actrice, réalisatrice et animatrice de télévision française.
  - Billy Porter, acteur et chanteur afro-américain.
- 23 septembre : Patrick Fiori, chanteur français.
- 24 septembre : Michel Gbagbo, écrivain franco-ivoirien.
- 25 septembre :
  - Catherine Zeta-Jones, actrice britannique.
  - Yves Amyot, acteur québécois.
- 26 septembre : Anthony Kavanagh, humoriste canadien.
- 29 septembre : Erika Eleniak, actrice américaine.

## Octobre
- 1er octobre : 
  - Jennifer Milmore (en), actrice américaine.
  - Zach Galifianakis, acteur, producteur et scénariste américain.
- 3 octobre : Gwen Stefani, chanteuse américaine.
- 9 octobre : 
  - PJ Harvey, chanteuse anglaise.
  - Laurent Mariotte, animateur de télévision, de radio et chroniqueur culinaire français.
- 10 octobre : Wendi McLendon-Covey, actrice, productrice et scénariste américaine.
- 14 octobre : Christophe Agou, photographe français († 16 septembre 2015).
- 16 octobre :
  - Roy Hargrove, trompettiste, bugliste et compositeur américain de jazz américain († 2 novembre 2018).
  - Lee Beom-soo, acteur sud-coréen.
- 17 octobre : 
  - Wood Harris, acteur américain.
  - Wyclef Jean, chanteur, rappeur, guitariste, producteur et acteur haïtien.
- 18 octobre : Pascal Soetens, animateur de télévision français.
- 19 octobre : 
  - Pedro Castillo, syndicaliste et homme politique péruvien.
  - Trey Parker, réalisateur et scénariste américain.
- 22 octobre : 
  - Paulão, joueur de football angolais († 17 août 2021).
  - Moetai Brotherson, homme politique français.
- 28 octobre : Ben Harper, guitariste, auteur-compositeur et chanteur américain.
- 30 octobre : Stanislav Gross, juriste et homme d'État tchèque († 16 avril 2015).

## Novembre
- 1er novembre : Tie Domi, joueur professionnel de hockey.
- 3 novembre :
  - Robert Miles (Roberto Concina, dit), DJ et producteur italien († 9 mai 2017).
  - Niels van Steenis, rameur néerlandais.
  - Sophie Jeanpierre, karatéka française.
- 4 novembre : 
  - P. Diddy, rappeur et producteur américain.
  - Matthew McConaughey, acteur américain
- 5 novembre : Deanna Bowen, artiste multidisciplinaire.
- 6 novembre : Alain Declercq, artiste plasticien français.
- 7 novembre : Dionne Rose-Henley,  athlète jamaïcaine, spécialiste du 100 mètres haies († 24 décembre 2018).
- 9 novembre : Anna Laszuk, journaliste de radio et militante féministe polonaise († 12 octobre 2012).
- 10 novembre : Ellen Pompeo, actrice américaine.
- 13 novembre : Gerard Butler, acteur écossais
- 15 novembre : Helen Kelesi, joueuse de tennis.
- 16 novembre : Sam Basil, homme politique papou-néo-guinéen († 11 mai 2022).
- 18 novembre : Dan Bakkedahl, acteur américain.
- 19 novembre : Richard Virenque, cycliste français.
- 20 novembre : Callie Thorne, actrice américaine.
- 22 novembre : Marjane Satrapi, autrice de bande dessinée franco-iranienne.
- 26 novembre : Vadim Khamouttskikh, volleyeur soviétique puis russe († 31 décembre 2021).
- 28 novembre : Yoo Joon-sang, acteur sud-coréen.
- 29 novembre : 
  - Denis Maréchal, humoriste et comédien français.
  - Jennifer Elise Cox, actrice américaine.

## Décembre
- 1er décembre : « Morenito de Nîmes » (Lionel Rouff), matador français.
- 2 décembre : Denis McDonough, homme politique américain, Secrétaire aux Anciens combattants des États-Unis d'Amérique depuis 2021.
- 4 décembre : Jay-Z, rappeur et homme d'affaires américain.
- 5 décembre : Catherine Tate, actrice, scénariste et humoriste britannique.
- 6 décembre : Torri Higginson, actrice canadienne.
- 9 décembre : 
  - Allison Smith, actrice américaine.
  - Bixente Lizarazu, footballeur français.
- 11 décembre : Viswanathan Anand, joueur d'échecs indien.
- 16 décembre : Imad Barrakad, haut fonctionnaire marocain.
- 17 décembre : Laurie Holden, actrice, productrice américaine et canadienne, et militante des droits de l'homme.
- 18 décembre : Alexia Laroche-Joubert, animatrice et productrice de télévision française.
- 19 décembre : 
  - Richard Hammond, un animateur de télévision
  - Kristy Swanson, actrice américaine.
- 20 décembre : Alexis Deswaef, président de la Ligue des droits de l'homme en Belgique (2008-2014) et militant des Droits de l'homme et des étrangers en situation irrégulière.
- 21 décembre : 
  - Phil Daigle, joueur professionnel canadien de hockey sur glace.
  - Julie Delpy, actrice, réalisatrice, scénariste, compositrice et chanteuse franco-américaine.
  - Magnus Samuelsson, homme fort suédois et participant à la compétition The World's Strongest Man.
- 22 décembre : Pascal Bresson, scénariste de bande dessinée français, illustrateur et auteur de livres pour la jeunesse.
- 24 décembre : Oleg Skripotchka, cosmonaute soviétique.
- 27 décembre :
  - Jean-Christophe Boullion, coureur automobile français (Formule 1).
  - Joanie Laurer, catcheuse, actrice pornographique et culturiste américaine († 20 avril 2016).
- 28 décembre : 
  - Serge Yanic Nana, expert financier camerounais.
  - Linus Torvalds, programmeur finlandais, promoteur du système d'exploitation Linux.
- 29 décembre : Jennifer Ehle, actrice américano-britannique.
- 30 décembre : Kersti Kaljulaid, présidente de la république d'Estonie depuis 2016.

## Date inconnue
- Bonya Ahmed, écrivaine et militante banglado-américaine.
- Masoumeh Aghapour Alishahi, femme politique iranienne.
- Frédéric Bastien, journaliste, auteur et historien québécois († 16 mai 2023).
- Tayeba Begum Lipi, artiste indienne.
- Katrien de Blauwer, artiste plasticienne belge.
- Mira Calix, compositrice, plasticienne sonore et interprète britannique d'origine sud-africaine († 28 mars 2022).
- Guy Goma, diplômé congolais interviewer par erreur sur la BBC.
- Mette Grøtteland, première femme pilote de chasse de la Force aérienne royale norvégienne, puis pilote d'hélicoptère de sauvetage norvégienne.
- Aly Keita, musicien malien.
- Vicente Montalbá, dessinateur et concepteur graphique espagnol.
- Vlada Ralko, artiste peintre ukrainienne, lauréate d'ONU Femmes.
- Mopreme Shakur, rappeur américain.
- Nathalie Yamb, militante anti-colonial suisse et camerounaise.